# Troporhogas ruficeps
Troporhogas ruficeps är en stekelart som beskrevs av Cameron 1905. Troporhogas ruficeps ingår i släktet Troporhogas och familjen bracksteklar. Inga underarter finns listade i Catalogue of Life.